# Giro di Romandia 2011
Il Giro di Romandia 2011, sessantacinquesima edizione della corsa, valevole come tredicesima prova dell'UCI World Tour 2011, svolse in cinque tappe, dal 26 aprile al 1º maggio 2011 precedute da un cronoprologo, per un percorso totale di 694,9 km. Fu vinto dall'australiano della BMC Racing Team Cadel Evans, che terminò in 16h51'49".

## Tappe
| Tappa  | Data      | Percorso                                      | km    | Vincitore di tappa   | Leader cl. generale  |
| ------ | --------- | --------------------------------------------- | ----- | -------------------- | -------------------- |
| Prol.  | 26 aprile | Martigny (Cron. individuale)                  | 3,5   | Jonathan Castroviejo | Jonathan Castroviejo |
| 1ª     | 27 aprile | Martigny > Leysin                             | 171,5 | Pavel Brutt          | Pavel Brutt          |
| 2ª     | 28 aprile | Romont > Romont                               | 168,3 | Damiano Cunego       | Pavel Brutt          |
| 3ª     | 29 aprile | Thierrens > Neuchâtel                         | 166,5 | Aleksandr Vinokurov  | Pavel Brutt          |
| 4ª     | 30 aprile | Aubonne > Signal-de-Bougy (Cron. individuale) | 20,5  | David Zabriskie      | Cadel Evans          |
| 5ª     | 1º maggio | Champagne > Ginevra                           | 164,6 | Ben Swift            | Cadel Evans          |
| Totale | Totale    | Totale                                        | 694,9 |                      |                      |

## Squadre e corridori partecipanti
Al via si sono presentate venti squadre, delle quali diciotto rientrano nell'elenco dei ProTeams. Le altre due squadre, Geox-TMC e Team Europcar, rientrano nella fascia UCI Professional Continental.
| N.    | Cod. | Squadra             |
| ----- | ---- | ------------------- |
| 1-8   | ALM  | AG2R La Mondiale    |
| 11-18 | BMC  | BMC Racing Team     |
| 21-28 | EUS  | Euskaltel-Euskadi   |
| 31-38 | GEO  | Geox-TMC            |
| 41-48 | THR  | HTC-Highroad        |
| 51-58 | KAT  | Katusha Team        |
| 61-68 | LAM  | Lampre-ISD          |
| 71-78 | LEO  | Team Leopard-Trek   |
| 81-88 | LIQ  | Liquigas-Cannondale |
| 91-98 | MOV  | Movistar Team       |

| N.      | Cod. | Squadra                |
| ------- | ---- | ---------------------- |
| 101-108 | OLO  | Omega Pharma-Lotto     |
| 111-118 | AST  | Pro Team Astana        |
| 121-128 | QST  | Quickstep Cycling Team |
| 131-138 | RAB  | Rabobank Cycling Team  |
| 141-148 | SAX  | Saxo Bank-Sungard      |
| 151-158 | SKY  | Sky Procycling         |
| 161-168 | EUC  | Team Europcar          |
| 171-178 | GRM  | Team Garmin-Cervélo    |
| 181-188 | RSH  | Team RadioShack        |
| 191-198 | VCD  | Vacansoleil-DCM        |

## Dettagli delle tappe

### Prologo
- 26 aprile: Martigny – Cronometro individuale – 3,5 km

Risultati
| Pos. | Corridore            | Squadra      | Tempo |
| ---- | -------------------- | ------------ | ----- |
| 1    | Jonathan Castroviejo | Euskaltel    | 3'40" |
| 2    | Taylor Phinney       | BMC          | s.t.  |
| 3    | Leigh Howard         | HTC-Highroad | a 1"  |

| Pos. | Corridore            | Squadra      | Tempo |
| ---- | -------------------- | ------------ | ----- |
| 1    | Jonathan Castroviejo | Euskaltel    | 3'40" |
| 2    | Taylor Phinney       | BMC          | s.t.  |
| 3    | Leigh Howard         | HTC-Highroad | a 1"  |

### 1ª tappa
- 27 aprile: Martigny > Leysin – 171,5 km

Risultati
| Pos. | Corridore          | Squadra       | Tempo    |
| ---- | ------------------ | ------------- | -------- |
| 1    | Pavel Brutt        | Katusha Team  | 4h27'41" |
| 2    | Oleksandr Kvačuk   | Lampre-ISD    | a 56"    |
| 3    | Branislaŭ Samojlaŭ | Movistar Team | a 1'14"  |

| Pos. | Corridore          | Squadra       | Tempo    |
| ---- | ------------------ | ------------- | -------- |
| 1    | Pavel Brutt        | Katusha Team  | 4h31'26" |
| 2    | Oleksandr Kvačuk   | Lampre-ISD    | a 1'00"  |
| 3    | Branislaŭ Samojlaŭ | Movistar Team | a 1'22"  |

### 2ª tappa
- 28 aprile: Romont > Romont – 168,3 km

Risultati
| Pos. | Corridore           | Squadra    | Tempo    |
| ---- | ------------------- | ---------- | -------- |
| 1    | Damiano Cunego      | Lampre-ISD | 4h10.35" |
| 2    | Cadel Evans         | BMC        | a 2"     |
| 3    | Aleksandr Vinokurov | Astana     | s.t.     |

| Pos. | Corridore      | Squadra      | Tempo    |
| ---- | -------------- | ------------ | -------- |
| 1    | Pavel Brutt    | Katusha Team | 8h43'39" |
| 2    | Damiano Cunego | Lampre-ISD   | a 38"    |
| 3    | Cadel Evans    | BMC          | a 42"    |

### 3ª tappa
- 29 aprile: Thierrens > Neuchâtel – 166,5 km

Risultati
| Pos. | Corridore           | Squadra      | Tempo    |
| ---- | ------------------- | ------------ | -------- |
| 1    | Aleksandr Vinokurov | Astana       | 3h47'55" |
| 2    | Mickael Cherel      | AG2R La Mon. | s.t.     |
| 3    | Tony Martin         | HTC-Highroad | s.t.     |

| Pos. | Corridore           | Squadra      | Tempo     |
| ---- | ------------------- | ------------ | --------- |
| 1    | Pavel Brutt         | Katusha Team | 12h31'34" |
| 2    | Aleksandr Vinokurov | Astana       | a 32"     |
| 3    | Damiano Cunego      | Lampre-ISD   | a 38"     |

### 4ª tappa
- 30 aprile: Aubonne > Signal-de-Bougy – Cronometro individuale – 20,5 km

Risultati
| Pos. | Corridore       | Squadra         | Tempo  |
| ---- | --------------- | --------------- | ------ |
| 1    | David Zabriskie | Garmin          | 27'57" |
| 2    | Richie Porte    | Saxo Bank       | a 2"   |
| 3    | Lieuwe Westra   | Vacansoleil-DCM | a 14"  |

| Pos. | Corridore           | Squadra      | Tempo     |
| ---- | ------------------- | ------------ | --------- |
| 1    | Cadel Evans         | BMC          | 13h00'58" |
| 2    | Tony Martin         | HTC-Highroad | a 18"     |
| 3    | Aleksandr Vinokurov | Astana       | a 19"     |

### 5ª tappa
- 1º maggio: Champagne > Ginevra – 164,6 km

Risultati
| Pos. | Corridore     | Squadra        | Tempo    |
| ---- | ------------- | -------------- | -------- |
| 1    | Ben Swift     | Sky Procycling | 3h50'51" |
| 2    | Davide Viganò | Leopard-Trek   | s.t.     |
| 3    | Óscar Freire  | Rabobank       | s.t.     |

| Pos. | Corridore           | Squadra      | Tempo     |
| ---- | ------------------- | ------------ | --------- |
| 1    | Cadel Evans         | BMC          | 16h51'49" |
| 2    | Tony Martin         | HTC-Highroad | a 18"     |
| 3    | Aleksandr Vinokurov | Astana       | a 19"     |

## Evoluzione delle classifiche
| Tappa              | Vincitore            | Classifica generale Maglia gialla | Classifica sprint Maglia verde | Classifica scalatori Maglia rosa | Classifica giovani Maglia bianca | Classifica squadre  |
| ------------------ | -------------------- | --------------------------------- | ------------------------------ | -------------------------------- | -------------------------------- | ------------------- |
| Prol.              | Jonathan Castroviejo | Jonathan Castroviejo              | non assegnata                  | non assegnata                    | Jonathan Castroviejo             | HTC-Highroad        |
| 1ª                 | Pavel Brutt          | Pavel Brutt                       | Pavel Brutt                    | Oleksandr Kvačuk                 | Jack Bobridge                    | Lampre-ISD          |
| 2ª                 | Damiano Cunego       | Pavel Brutt                       | Pavel Brutt                    | Oleksandr Kvačuk                 | Peter Stetina                    | Movistar Team       |
| 3ª                 | Aleksandr Vinokurov  | Pavel Brutt                       | Dario David Cioni              | Oleksandr Kvačuk                 | Peter Stetina                    | Movistar Team       |
| 4ª                 | David Zabriskie      | Cadel Evans                       | Dario David Cioni              | Oleksandr Kvačuk                 | Andrew Talansky                  | Team Garmin-Cervélo |
| 5ª                 | Ben Swift            | Cadel Evans                       | Matthias Brändle               | Chris Anker Sørensen             | Andrew Talansky                  | Team Garmin-Cervélo |
| Classifiche finali | Classifiche finali   | Cadel Evans                       | Matthias Brändle               | Chris Anker Sørensen             | Andrew Talansky                  | Team Garmin-Cervélo |

## Classifiche finali

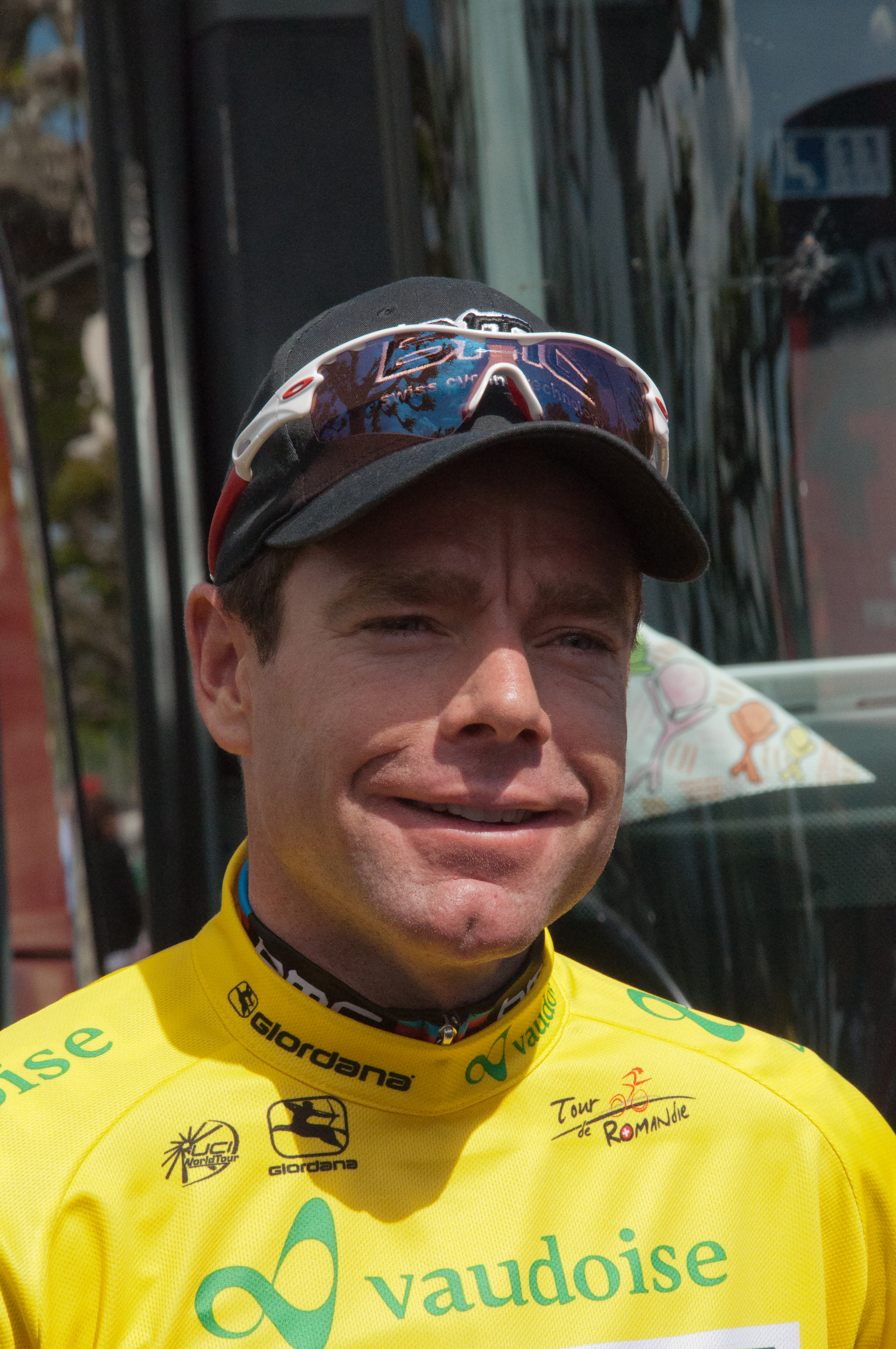
Cadel Evans in maglia gialla al termine della corsa

### Classifica generale - Maglia gialla
| Pos. | Corridore           | Squadra       | Tempo     |
| ---- | ------------------- | ------------- | --------- |
| 1    | Cadel Evans         | BMC           | 16h51'49" |
| 2    | Tony Martin         | HTC-Highroad  | a 18"     |
| 3    | Aleksandr Vinokurov | Astana        | a 19"     |
| 4    | Marco Pinotti       | HTC-Highroad  | a 31"     |
| 5    | Beñat Intxausti     | Movistar Team | a 41"     |
| 6    | Pieter Weening      | Rabobank      | a 51"     |
| 7    | Janez Brajkovič     | RadioShack    | a 52"     |
| 8    | Pavel Brutt         | Katusha Team  | a 58"     |
| 9    | Andrew Talansky     | Garmin        | a 59"     |
| 10   | David Millar        | Garmin        | a 1'00"   |

### Classifica sprint - Maglia verde
| Pos. | Corridore            | Squadra        | Punti |
| ---- | -------------------- | -------------- | ----- |
| 1    | Matthias Brändle     | Geox-TMC       | 12    |
| 2    | Dario David Cioni    | Sky Procycling | 7     |
| 3    | Pavel Brutt          | Katusha Team   | 6     |
| 4    | Chris Anker Sørensen | Saxo Bank      | 6     |
| 5    | Christophe Kern      | Team Europcar  | 6     |

### Classifica scalatori - Maglia rosa
| Pos. | Corridore            | Squadra       | Punti |
| ---- | -------------------- | ------------- | ----- |
| 1    | Chris Anker Sørensen | Saxo Bank     | 32    |
| 2    | Oleksandr Kvačuk     | Lampre-ISD    | 28    |
| 3    | Pavel Brutt          | Katusha Team  | 22    |
| 4    | Branislaŭ Samojlaŭ   | Movistar Team | 22    |
| 5    | Pierre Rolland       | Team Europcar | 16    |

### Classifica giovani - Maglia bianca
| Pos. | Corridore         | Squadra       | Tempo     |
| ---- | ----------------- | ------------- | --------- |
| 1    | Andrew Talansky   | Garmin        | 16h52'48" |
| 2    | Peter Stetina     | Garmin        | a 1'15"   |
| 3    | Cyril Gautier     | Team Europcar | a 2'18"   |
| 4    | Steven Kruijswijk | Rabobank      | a 2'44"   |
| 5    | Matthias Brändle  | Geox-TMC      | a 2'57"   |

### Classifica squadre
| Pos. | Squadra             | Tempo     |
| ---- | ------------------- | --------- |
| 1    | Team Garmin-Cervélo | 50h34'41" |
| 2    | Movistar Team       | a 2'15"   |
| 3    | Team Leopard-Trek   | a 3'32"   |
| 4    | Sky Procycling      | a 4'42"   |
| 5    | AG2R La Mondiale    | a 5'05"   |

## Punteggi UCI
| Pos. | Corridore            | Squadra         | Punti |
| ---- | -------------------- | --------------- | ----- |
| 1    | Cadel Evans          | BMC             | 104   |
| 2    | Tony Martin          | HTC-Highroad    | 83    |
| 3    | Aleksandr Vinokurov  | Astana          | 78    |
| 4    | Marco Pinotti        | HTC-Highroad    | 60    |
| 5    | Beñat Intxausti      | Movistar Team   | 50    |
| 6    | Pieter Weening       | Rabobank        | 40    |
| 7    | Janez Brajkovič      | RadioShack      | 30    |
| 8    | Pavel Brutt          | Katusha Team    | 26    |
| 9    | Andrew Talansky      | Garmin          | 10    |
| 10   | Damiano Cunego       | Lampre-ISD      | 7     |
| 11   | Ben Swift            | Sky Procycling  | 7     |
| 12   | David Zabriskie      | Garmin          | 6     |
| 13   | Jonathan Castroviejo | Euskaltel       | 6     |
| 14   | David Millar         | Garmin          | 5     |
| 15   | Oleksandr Kvačuk     | Lampre-ISD      | 4     |
| 16   | Taylor Phinney       | BMC             | 4     |
| 17   | Mickael Cherel       | AG2R La Mon.    | 4     |
| 18   | Richie Porte         | Saxo Bank       | 4     |
| 19   | Davide Viganò        | Leopard-Trek    | 4     |
| 20   | Óscar Freire         | Rabobank        | 3     |
| 21   | Lieuwe Westra        | Vacansoleil-DCM | 2     |
| 22   | Branislaŭ Samojlaŭ   | Movistar Team   | 2     |
| 23   | Leigh Howard         | HTC-Highroad    | 2     |
| 24   | Geoffroy Lequatre    | RadioShack      | 1     |
| 25   | Jack Bobridge        | Garmin          | 1     |
| 26   | Rui Costa            | Movistar Team   | 1     |
| 27   | David López García   | Movistar Team   | 1     |
| 28   | Bradley Wiggins      | Sky Procycling  | 1     |
| 29   | Fabio Sabatini       | Liquigas        | 1     |
| 30   | Enrico Gasparotto    | Astana          | 1     |

| Pos. | Squadra                          | Punti |
| ---- | -------------------------------- | ----- |
| 1    | HTC-Highroad                     | 145   |
| 2    | BMC Racing Team                  | 108   |
| 4    | Pro Team Astana                  | 79    |
| 5    | Team RadioShack                  | 71    |
| 6    | Movistar Team                    | 54    |
| 7    | Katusha Team                     | 26    |
| 8    | Team Garmin-Cervélo              | 22    |
| 9    | Lampre-ISD                       | 11    |
| 10   | Sky Procycling                   | 8     |
| 11   | Euskaltel-Euskadi                | 6     |
| 12   | Team Leopard-Trek                | 4     |
| 13   | AG2R La Mondiale                 | 4     |
| 14   | Saxo Bank-Sungard                | 4     |
| 15   | Rabobank Cycling Team            | 3     |
| 16   | Vacansoleil-DCM Pro Cycling Team | 2     |
| 20   | Liquigas-Cannondale              | 1     |

| Pos. | Nazione     | Punti |
| ---- | ----------- | ----- |
| 1    | Australia   | 111   |
| 2    | Germania    | 83    |
| 3    | Kazakistan  | 78    |
| 4    | Italia      | 73    |
| 5    | Spagna      | 60    |
| 6    | Paesi Bassi | 42    |
| 7    | Slovenia    | 30    |
| 8    | Russia      | 26    |
| 9    | Stati Uniti | 20    |
| 10   | Regno Unito | 13    |
| 11   | Francia     | 5     |
| 12   | Ucraina     | 4     |
| 13   | Bielorussia | 2     |
| 14   | Portogallo  | 1     |